# Flagrant delict

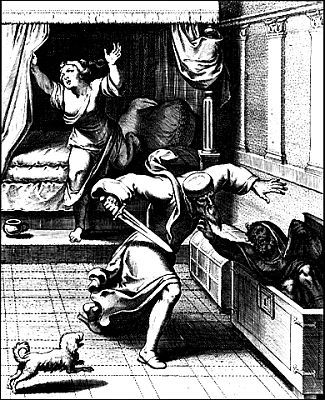
Flagrant delict

Flagrant delict este un termen juridic ce se referă la o infracțiune descoperită în momentul savârșirii ei sau înainte ca efectele ei să se fi consumat.
Termenul provine din latină in crimine, flagranti - ceva izbitor, evident, care sare în ochi, infracțiune, delict descoperit în momentul savârșirii, care a avut loc în prezența unui martor ocular, sau comis sub ochii celui care constată, fiind incontestabil, imposibil a fi negat din cauza evidenței sale.

## Istoric
Forma juridică a termenului provine probabil din anii 529-534. El apare formulat în Codex Iustinianus (Corpus Juris Civilis) care a fost întocmit în timpul lui Iustinian I (cel Mare).

## În România
Termenul flagrant delict (uneori prescurtat doar flagrant) a fost utilizat și în limbajul juridic din România, în Codul penal de la 1865 (denumit și „Codul Cuza”), în Codul penal de la 1937 (denumit și „Codul penal Carol al II-lea”), precum și în Codul penal și Codul de procedură penală de la 1969 (care au fost în vigoare până în 2014).
Întrucât în legislația penală actuală din România (Noul Cod penal, intrat în vigoare la 1 februarie 2014) noțiunea de „delict” a fost înlocuită cu aceea de „infracțiune”, în locul expresiei „flagrant delict” trebuie să se înțeleagă „infracțiune flagrantă”. Urmărirea și judecarea unor astfel de infracțiuni se face după o procedură specială (art. 465—479, C.p.p.). 

## Legături externe
- Constatarea infracțiunii flagrante, codprocedurapenala.ro